# 小川悌
小川 悌（おがわ よし、1876年（明治9年）4月17日 - 没年不詳）は、日本の裁判官。

## 経歴
千葉県山武郡東金町（現在の東金市）出身。1903年（明治36年）、東京帝国大学法科大学を卒業し、司法官試補となる。名古屋地方裁判所判事、東京区裁判所判事、東京地方裁判所判事、東京地方裁判所予審掛、東京地方裁判所部長、東京控訴院判事、宇都宮地方裁判所所長を歴任した。
1920年（大正9年）、朝鮮総督府裁判所判事となり、高等法院判事、大邱地方法院長、高等法院判事、同部長、京城覆審法院長を歴任し、1934年（昭和9年）に高等法院長に就任した。